# Липень 2012
Ли́пень 2012 — сьомий місяць 2012 року, що розпочався в неділю 1 липня та закінчився у вівторок 31 липня.

## Події
- 31 липня

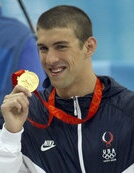
Майкл Фелпс

  - Американський плавець Майкл Фелпс став найуспішнішим спортсменом в історії Олімпіад, здобувши 19-у олімпійську медаль, обійшовши за цим показником Ларису Латиніну (18 медалей).
  - Померла українська дисидентка, поетеса Ірина Калинець.

- 30 липня
  - Шпажистка Яна Шемякіна виграла першу золоту медаль України на XXX Літніх Олімпійських іграх[1].
  - На півночі і сході Індії, у тому числі в столиці Нью-Делі, відключилася електрика, без світла залишилися понад 300 млн осіб у 10 штатах — це найбільший блекаут в історії.

- 29 липня
  - Українка Олена Костевич завоювала першу медаль для України на Олімпіаді в Лондоні.[2]

- 27 липня
  - У Лондоні пройшла церемонія відкриття XXX Літніх Олімпійських ігор.

- 24 липня
  - Вибух на ТЕС Турув, Польща.

Увечері 24 липня о 21:56 на першому енергоблоці вугільної ТЕС «Турув» стався вибух вугільного пилу. Під час пожежі, блоки 3 і 4 були вимкнені. Поранені 4 робітника ТЕС Турув. Виникла пожежа, яка охопила 1-й та 2-й енергоблоки. Постраждав також дах енергоблоку. Після гасіння пожежі 25 липня адміністрацією станції було повідомлено, що станція зупинена. Можливий час відновлення — близько 15 діб.
- 22 липня
  - Помер український актор театру і кіно Богдан Ступка.

- 20 липня
  - Відбулася стрілянина в місті Орора (передмістя Денвера, штат Колорадо, США), в результаті якої загинуло 12 осіб і 59 поранено.

- 18 липня

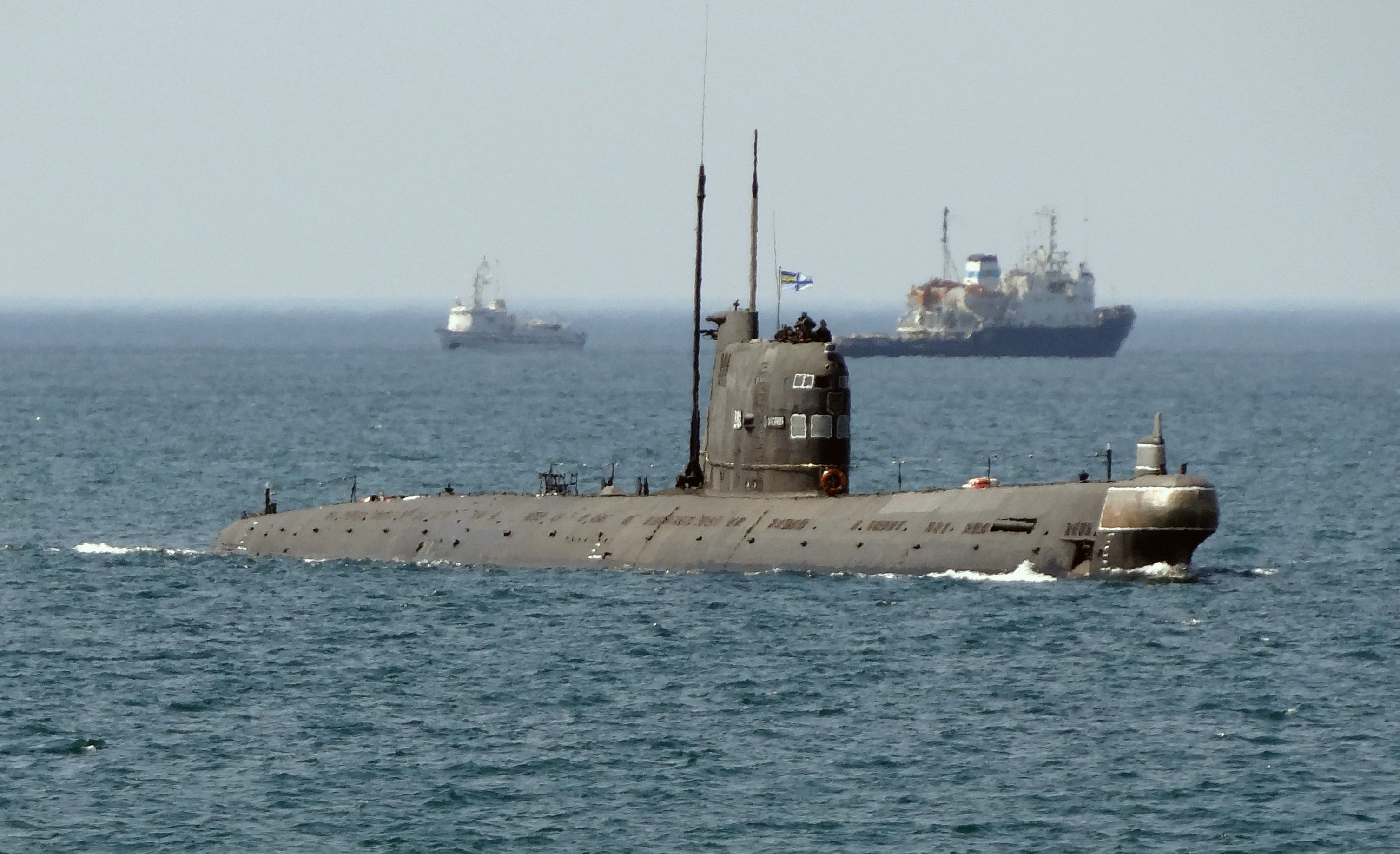
Підводний човен «Запоріжжя»

  - Підводний човен «Запоріжжя», що є єдиною субмариною українських ВМС, вперше за вісімнадцять років здійснив успішне занурення під час ходових випробувань[7]

- 10 липня

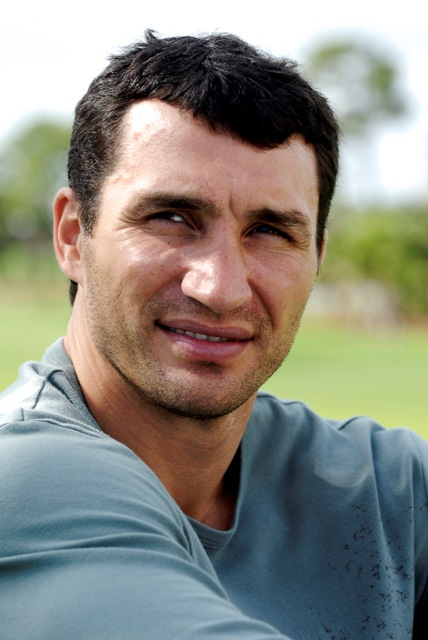
Володимир Кличко

  - Російська Вікіпедія припинила свою діяльність на добу на знак протесту проти законопроєкту, що обмежує свободу інформації в Інтернеті[8].

- 7 липня
  - Володимир Кличко на стадіоні «Стад де Суїсс» у Берні переміг американського претендента на титул IBF Тоні «тигра» Томпсона[9].
  - Внаслідок повені на Кубані загинуло більше 100 осіб[10].
  - На Чернігівщині в масштабній автобусній аварії загинуло 14 російських паломників, ще 29 осіб травмовано[11].

- 6 липня

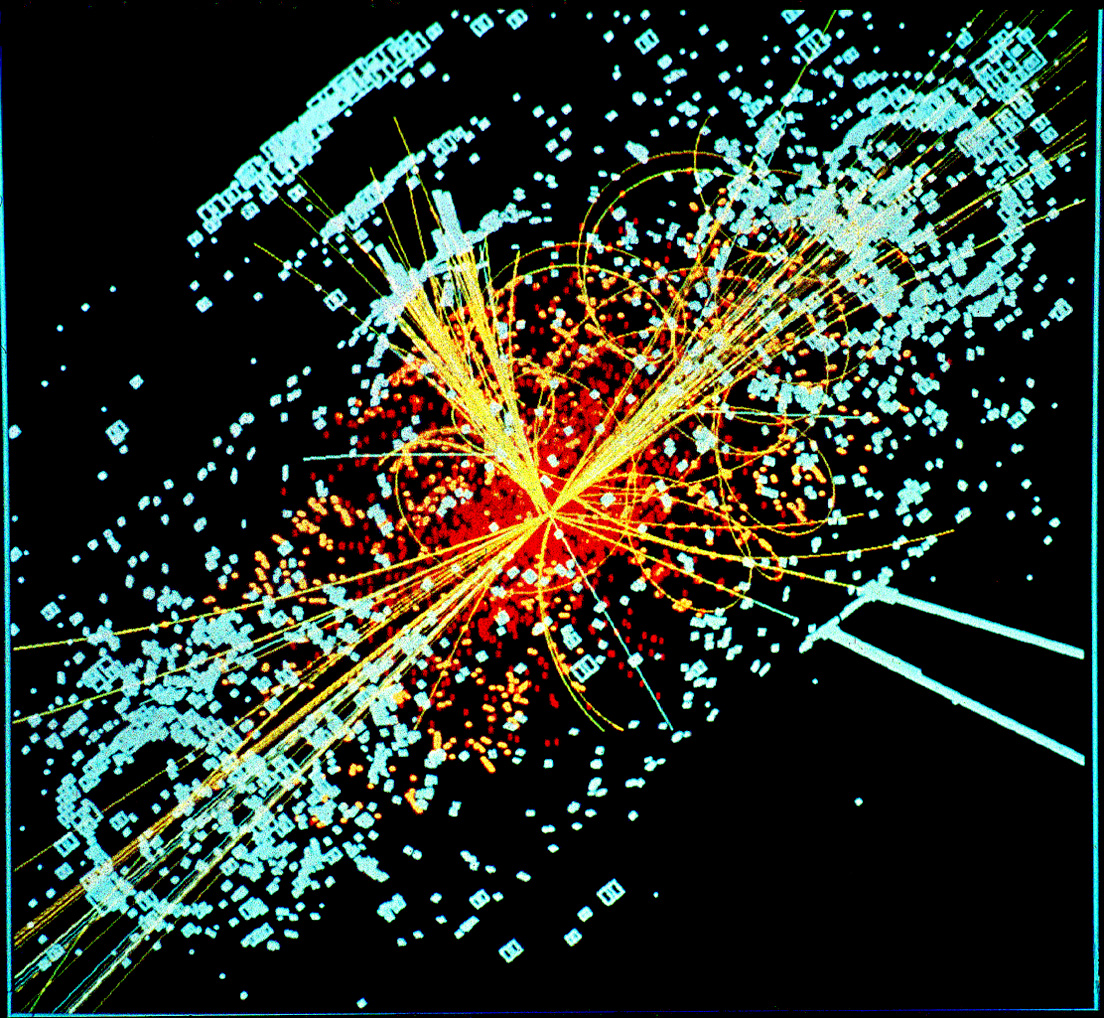
Моделювання гіпотетичного розпаду бозона Гіґґса у Великому адронному колайдері

  - Парламент Румунії оголосив імпічмент президенту країни Траяну Бесеску. Загальнонаціональний референдум призначений на 29 липня.[12]
  - Повідь у Краснодарському краї
  - Початок акції збору підписів Україна проти Януковича.

- 4 липня
  - Європарламент відхилив прийняття законопроєкту ACTA, що обмежував свободу в інтернеті[13][14].
  - Вчені європейської організації з ядерних досліджень CERN заявили про відкриття нової елементарної частинки, яка, ймовірно, і є бозоном Гіґґса. Існування останнього пояснює фундаментальну властивість матерії: масу[15].

- 3 липня
  - Верховна Рада України у другому читанні 248 депутатськими картками прийняла законопроєкт «Про засади державної мовної політики»[16]. Легітимність голосування поставлена під сумнів[17][18][19].

- 1 липня
  - У фінальному матчі чемпіонату Європи з футболу 2012 на стадіоні НСК «Олімпійський» збірна Іспанії захистила свій титул, перемігши збірну Італії з рахунком 4:0.[20]
  - Референдум у Ліхтенштейні.